# 하우스 오브 라이즈
《하우스 오브 라이즈》(영어: House of Lies)는 2012년 1월 8일부터 2016년 6월 12일까지 쇼타임에서 방영된 미국의 코미디 드라마 텔레비전 시리즈이다.

## 출연진
메인
- 돈 치들
- 크리스틴 벨
- 벤 슈워츠
- 조시 로슨
- 돈 올리비에리
- 글린 터먼